# Новоуфімськ
Новоуфі́мськ (рос. Новоуфимск, башк. Яңы Өфө) — присілок у складі Іглінського району Башкортостану, Росія. Входить до складу Майської сільської ради.
Населення — 22 осіб (2010; 38 в 2002).
Національний склад:
- башкири — 68 %